# ARPANET
ARPANET je preteča Interneta, bila je to velika rasprostranjena mreža koju je razvilo američko Ministarstvo obrane. Uspostavljena je 1969., a služila je kao osnova za ispitivanje novih mrežnih tehnologija. Prva funkcija mreže bilo je povezivanje sveučilišta i istraživačkih centra. Prva dva čvora ARPANET-a napravljena su između Sveučilišta u Kaliforniji, Los Angeles i Institut za istraživanja Sveučilišta Stanford. Nedugo potom spojilo se i Sveučilište Utah.